# Przytoczna (gmina)
Przytoczna – gmina wiejska w Polsce w województwie lubuskim, w powiecie międzyrzeckim. W latach 1975–1998 gmina administracyjnie należała do województwa gorzowskiego. Siedzibą gminy jest wieś Przytoczna.
Według danych na 1 stycznia 2015 w gminie zameldowanych było 5729 mieszkańców.

## Ochrona przyrody
Na obszarze gminy znajduje się rezerwat przyrody Dąbrowa na wyspie chroniący rzadko spotykany las liściasty na wyspie jeziora Lubikowskiego.

## Święto Pomidora
W sierpniu 2007 zorganizowano w Przytocznej premierową edycję Święta Pomidora. Idea stworzenia lokalnej imprezy pod tą nazwą wiąże się z dominacją tego produktu wśród wszystkich uprawianych w gminie. W ramach drugiej edycji (w 2008), po raz pierwszy odbyła się - wzorowana na słynnej, hiszpańskiej Tomatinie - "bitwa pomidorowa", która z miejsca stała się największą atrakcją święta (za każdym razem ma ona nową aranżację i unikalny scenariusz). Impreza odbywa się corocznie - w ostatni, bądź przedostatni weekend sierpnia - a z lokalnego festynu stała się wydarzeniem przyciągającym wielu turystów i ogólnopolskie media.

## Struktura powierzchni
Gmina Przytoczna zajmuje obszar 184,82 km², w tym:
- użytki rolne: 50%
- użytki leśne: 39%

Gmina stanowi 13,29% powierzchni powiatu.

## Demografia

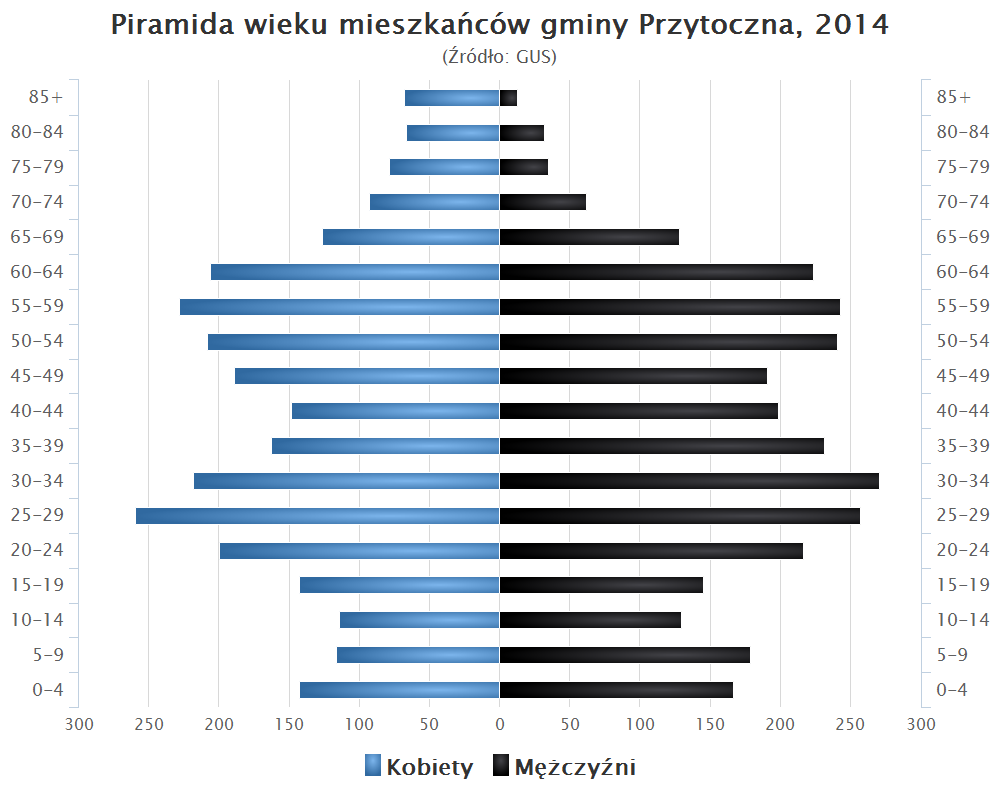
Piramida wieku mieszkańców gminy Przytoczna w 2014 roku

Dane z 30 czerwca 2004:
| Opis                              | Ogółem | Ogółem | Kobiety | Kobiety | Mężczyźni | Mężczyźni |
| --------------------------------- | ------ | ------ | ------- | ------- | --------- | --------- |
| jednostka                         | osób   | %      | osób    | %       | osób      | %         |
| populacja                         | 5702   | 100    | 2779    | 48,7    | 2923      | 51,3      |
| gęstość zaludnienia (mieszk./km²) | 30,9   | 30,9   | 15,1    | 15,1    | 15,8      | 15,8      |

## Sołectwa
Chełmsko, Dębówko, Gaj-Poręba, Goraj, Krasne Dłusko, Krobielewo, Lubikowo, Nowa Niedrzwica, Przytoczna, Rokitno, Strychy, Stryszewo, Twierdzielewo, Wierzbno.

## Pozostałe miejscowości
Chełmicko, Dziubielewo, Lubikówko, Murowiec, Nowiny, Orłowce, Rokitno-Stacja, Żabno.

## Sąsiednie gminy
Bledzew, Międzychód, Międzyrzecz, Pszczew, Skwierzyna